# 肯農島
肯農島是美國的島嶼，位於阿圖島東北面的太平洋海域，屬於尼爾群島的一部分，由阿拉斯加州負責管轄，長0.3英里，島上無人居住。
52°56′N 173°15′E / 52.933°N 173.250°E